# Francisco Gorrindo
Francisco Gorrindo (Argentina, Quilmes, provincia de Buenos Aires, 5 de octubre de 1908) – ídem 2 de enero de 1963), cuyo nombre completo era Froilán Francisco Gorrindo, fue un poeta, entre cuyas obras se destaca el tango Las cuarenta, estrenado en 1937.
Nació en un modesto hogar de Quilmes, una localidad del sudeste del Gran Buenos Aires asentada al borde del Río de la Plata, a unos 20 km de la Capital Federal, a la cual está unida por ferrocarril. Al perder de muy chico a su padre, fue criado por su madre y sus tías.Fue algún tiempo a la escuela primaria y se sintió atraído por la poesía. Trasnochador, amante de la vida bohemia, frecuentador casi cotidiano de los ambientes de tango del centro de Buenos Aires, según un amigo de la infancia, se definió a sí mismo, en la letra del tango Mala suerte donde dice: "porque yo sé que mi vida / no es una vida modelo, / porque quien tiene un cariño / al cariño se ha de dar... / y yo soy como el jilguero / que aún estando en jaula de oro, / en su canto llora siempre / el antojo de volar...".
Fue funcionario del municipio de Quilmes y se casó con Elma Lepanti, el 21 de junio de 1937, con quien tuvo 3 hijos: Sonia Norma, Marta Edith y Juan Carlos.

## Su obra
Escribía incansablemente; su primer tango, que lleva música del guitarrista Pablo Rodríguez, fue Perdón de muerta, que compuso cuando era un veinteañero y estrenó y grabó la esposa de aquel, la cancionista Mercedes Simone el 11 de febrero de 1931. En esa primera etapa también escribió, entre otras obras,  Miserere (con música de Miguel Padula, Vida perra con Rafael Rossi, grabado por Francisco Canaro en 1933 y Disfrazate hermano con música de Antonio Bonavena.
Hacia fines de la década de 1930 se inicia otra etapa de su carrera, con varias canciones –algunas de ellas prontamente grabados- donde se destaca como su gran éxito el tango Las cuarenta (1937). 
Mercedes Simone el 22 de marzo de 1937 grabó Triste domingo, una traducción y adaptación que hizo Gorrindo, junto al músico Julio Rosenberg, de la composición homónima de Rezső Seress.
De 1938 son Dejame ser así, tango que el autor de la música Enrique Rodríguez, grabó con su orquesta y el cantor Roberto Flores, Paciencia, que el por entonces popularísimo Juan D’Arienzo estrenó en Radio El Mundo al igual que La bruja, con música de su pianista Juan Polito.
Otras grabaciones de ese año fueron la de Mercedes Simone de la canción Verano, con música de Joaquín Mauricio Mora, la del pianista Rodolfo Biagi, quien con la voz de Teófilo Ibañez grabó Gólgota, un hermoso tango musicalizado por él mismo y la que del mismo tango hicieron Francisco Lomuto, cantando Jorge Omar y Héctor Palacios, un rosarino con gran popularidad en ese momento.

## Las cuarenta
Las cuarenta expresa fracaso y derrota, abundan el pesimismo y los lugares comunes, pero también tiene  algunos versos muy bien logrados, sobre todos los relacionados con el juego, como toda carta tiene contra y toda contra se da o vuelvo a vos gastado el mazo en inútil barajar. La ambigüedad del último verso por eso no ha de extrañarte que una noche borracho, me vieras pasar del brazo con quien no debo pasar deja abierto el interrogante sobre quien es el aludido  –una mujer, un hombre, un policía, un chorro – La filosofía que finalmente expresa el personaje se resume en no pensar ni equivocado, si total igual se vive, y además corrés el riesgo que te bauticen gil, Como dice Adet:

El universo del tango es el universo de los mitos y cada una de estas conductas debe entenderse desde ese lugar. Es allí, en el mito donde el tango adquiere una poética perdurable y en donde en particular este tango Las cuarenta se transforma en un arquetipo del género.

## Valoración
Su poesía revela  su agudo instinto de observación y su rebeldía y en su mensaje hay rigor, aspereza, crudeza, pero además hondura y escepticismo. Gobello dice que si bien su obra tiene méritos desparejos, su nivel superó el nivel medio y ve en sus letras la influencia de la poética de Discépolo que, a su vez, admiraba los versos de Las cuarenta.

## Filmografía
Música
- Confesión (1937) (Ejecutan el tango Las cuarenta[1]

## Fallecimiento
Atacado por un misterioso virus, falleció el 2 de enero de 1963 después de cuatro años de lucha contra la enfermedad.